# Alte Nester
Alte Nester ist ein Entwicklungsroman von Wilhelm Raabe, der 1877–1879 entstand und 1880 bei George Westermann in Braunschweig erschien. Ein Jahr zuvor war der Roman vom selben Verleger in „Westermanns Monatsheften“ vorabgedruckt worden. Nachauflagen hat Raabe 1897, 1903 und 1905 erlebt. Die fünfte Auflage kam in Raabes Todesjahr heraus.
Der Berliner Philologe Friedrich Langreuter – Fritz genannt – erzählt aus seinem Leben. Alte Nester sind in diesen Erinnerungen das Schloss Werden und der Steinhof – beiderseits der Weser bei Bodenwerder gelegen. Alte Nester sind auch Baumhäuser, die sich die jugendlichen Helden Anfang der 1840er-Jahre auf großen italienischen Nussbüschen im Küchengarten des Schlosses Werden erbaut hatten. Alte Nester sind schließlich Orte der Kindheit, in die es für drei der fünf inzwischen erwachsenen Protagonisten um 1858 keine Wiederkehr gibt.

## Inhalt
Salzschmuggler erschießen um 1840 an der Grenze eines Kleinstaates an der Weser den reitenden Steuerkontrolleur Hermann Langreuter. Letzterer ist der Vater des zu der Zeit noch fünfjährigen Erzählers Fritz. Die Halbwaise hat Glück im Unglück. Der Witwer Friedrich Graf Everstein, Herr auf Schloss Werden, nimmt die Witwe Langreuter als Erzieherin seiner einzigen Tochter, der Komtesse Irene, auf und bringt Fritz auf den höheren Bildungsweg. In den Ferien spielt Fritz mit Irene, Ewald und Eva im Küchengarten des Schlosses. Nester werden in hohen Büschen und Bäumen gebaut. Die Halbwaisen Ewald und Eva sind die Kinder des Oberförsters Sixtus. Mitunter verlassen die übermütigen Jugendlichen das Schlossgelände, überqueren die Weser – den „gelben ehrlichen Fluß“ und streifen hinüber bis zum Steinhof. Dort sitzt Irenes Vetter Just Everstein und studiert mit Blick auf das Land Westfalen. Just ist das „von“ im Namen im Laufe der Jahrhunderte abhandengekommen. Er will nicht – wie Vater und Großvater – Bauer werden.
Nach ein paar Jahren hängen jene Nester noch in den Nussbüschen, doch die Kinder sind ausgeflogen. Fritz absolviert das Gymnasium und studiert darauf in Berlin Philologie. Ewald Sixtus studiert auf einem Polytechnikum Ingenieurwissenschaft.
Die heile Welt der Kinderzeit geht zu Bruch. Graf Everstein trifft der Schlag, nachdem er die Nachricht von der Überschuldung seines Anwesens erhalten hat. Der Schlossherr stirbt. Das Schloss und der Steinhof werden unter dem Wert versteigert. Eva Sixtus bleibt bei ihrem alten Vater. Irene heiratet in Wien den Freiherrn Gaston von Rehlen. Ewald arbeitet in Irland als Ingenieur. Der ein wenig verwachsene Fritz promoviert zum Dr. phil., erhält die Venia docendi an der Friedrich-Wilhelms-Universität Berlin, wird im Rheinland Lehrer, geht als Privatdozent an seinen Studienort zurück und avanciert zum mittelalterlichen Quellenforscher. Seine Mutter stirbt. Nach dem Studium setzt Just, der daheim kein Bauer sein wollte, eine Farm mitten in Neu-Minden/Wisconsin in die Wildnis. Schließlich kauft der Bürger der Vereinigten Staaten von Nordamerika den Steinhof zurück und zieht im Triumph ein.
Von Rehlen, ein Schuft, stirbt im Duell. Freifrau Irene von Rehlen lebt nun mit ihrer kleinen, schwer kranken Tochter Leonie von Rehlen in Berlin. Das Kind stirbt. Der Vetter Just, letzter Stammhalter der Eversteins, reist an und nimmt seine Verwandte Irene mit nach Hause. Während seines Berlin-Aufenthaltes hatte der gelehrte Bauer vom Steinhofe den Erzähler Fritz mit einer Nebenbemerkung aus dem Lot gebracht: Eva Sixtus habe ihn, Fritz Langreuter, einmal sehr gerngehabt. Der Vetter Just kann nicht verstehen, weshalb Fritz das nicht habe merken wollen.
Als der Vetter bereits „über ein Jahr aus seinem Amerika zurück“ ist, kehrt der „deutsch-irländische Land- und Wasserbaukünstler, Engineer“ Ewald Sixtus aus Belfast in das Forsthaus im Dorf Werden zurück. „Der irländische Brückenbauer und Tunnelwühler“ reist über Berlin und nimmt Fritz mit. Der Ingenieur gesteht dem Freunde, Frau Irene sei einer seiner Reisegründe. Ewald überrascht die inzwischen 28-jährige Schwester Eva und den Vater in der Werdener Försterei. Der „Narr von Engländer“ hat das seit fünf Jahren unbewohnte Schloss Werden gekauft. Als der Oberförster Sixtus die Neuigkeit begriffen hat, fragt er sich, was wohl die Gräfin – Frau Irene, die bei dem Vetter Just auf dem Steinhofe sitzt – zum Erwerb des ruinierten Gemäuers mit seinen abgeholzten Alleen sagen wird.
Eva Sixtus will Just heiraten. Fritz wünscht Just von ganzem Herzen Glück dazu. Das halbe Dorf Werden drängt sich in das Häuschen des Försters. Alle wollen dem neuen Schlossherren Ewald Glück wünschen. Nach einer gemeinsamen Inspektion teilt Ewald dem Freunde Fritz seinen Entschluss mit. Er wird Schloss Werden nicht wieder für Irene und sich aufbauen, denn „das Rechte ist es leider nicht“ mehr. Park und Schloss sind kaum wiederzuerkennen. Eine Landstraße führt inzwischen über das Gelände.
Eva Sixtus und Just Everstein werden ein Paar. Eva führt aber noch den Haushalt im väterlichen Forsthaus. Fritz muss erkennen, er gehört nicht an die Weser, sondern nach Berlin. Just beobachtet Ewald und Irene. Angsthasen werden sie von ihm genannt. Der feigste von beiden sei Ewald. Irene weist das zornig zurück.
Förster Sixtus verunglückt im Dienst. Irene will der Freundin Eva helfen und eilt ins Forsthaus. Am Krankenlager des Försters finden sich Ewald und Irene endlich. Der alte Sixtus stirbt. Eva verlässt das Forsthaus und geht zu Just auf den Steinhof. Irene folgt Ewald über den Kanal nach England. Vetter Just ist Herr von Schloss Werden geworden. Er schlägt Fritz vor, eine „Erziehungsanstalt für unverbesserliche Jungen aus den besten Familien“ daraus zu machen. Fritz lehnt ab. Just überlegt weiter. Bei Bodenwerder könnte eine feste Brücke gebaut werden – mit den Quadern aus dem Abbruch des Schlosses Werden.

## Zitate
- „Eine Blume, die sich erschließt, macht keinen Lärm dabei.“[3]
- „Es kommt für alle Menschen eine Zeit, wo sie sich vor nichts mehr fürchten.“[4]
- „Auf schwankendem Gezweige, zwischen Himmel und Erde schaukeln wir alle.“[5]

## Form
Fritz spricht um 1860 von seinem „Lebensbericht“ und nennt sich „Biograph der Leute von Schloß Werden“. „Der Historiograph von Schloß und Dorf Werden“ beteuert, er schreibe keinen Roman, sondern „Lebenshistorien“, die bis in die Kindheit zurückreichen. Seine Schreibschwächen gibt er offen zu – zum Beispiel: „Dies wird noch einmal ein Kapitel der Wiederholung; ich aber kann wahrhaftig auch diesmal nichts dafür.“ Durch hervorstechende Kapiteleinleitungen nimmt Fritz den Leser für sich ein. So beginnt das 16. Kapitel im zweiten Buch mit der doppelten Frage: „Und Ewald und Irene? Was sagten und taten die denn?“

## Rezeption
Im Bd. 14 der Braunschweiger Ausgabe zitiert Hoppe Selbstzeugnisse des Autors und die differierenden Äußerungen von Raabes Zeitgenossen zu dem Werk. Während Paul Heyse den Roman sehr lobt, wird der Text in der „Neuen Freien Presse“ vom Februar 1880 als unpoetisch verrissen.
In neuerer Zeit haben sich zum Beispiel Oppermann und Sprengel zu dem Roman geäußert. Während der Erzähler Fritz resigniere und scheitere, fänden die anderen vier Protagonisten handelnd zu ihrer „wirklichen Natur“. Sprengel weist auf einige Symbole Raabes hin – die „vorbeirauschende“ Weser „als Fluß der Zeit“ und das Schloss Werden als zu hinterfragendes Sinnbild des Werdens der Figuren in diesem Entwicklungsroman.
- Hinweise auf weiter führende Arbeiten finden sich bei

Oppermann:
Gerhart Meyer (1958)
Meyen:
Heinrich Keck (Halle 1880), Friedrich Dietert (Berlin 1905), Paul Gerber (Leipzig 1905), Karl Dietrich, Wilhelm Brandes, Franz Hahne (Wolfenbüttel 1913, 1917, 1922), Paul Sommer (Leipzig 1927), Hans-Joachim Bock (Würzburg 1937 (Diss. Bonn)), Wilhelm Fehse,   (Braunschweig 1937, Leipzig 1942) und Aribert Steffen (Braunschweig 1964).

## Ausgaben

### Erstausgabe
- Alte Nester. Zwei Bücher Lebensgeschichten. 340 Seiten. Westermann, Braunschweig 1880

### Verwendete Ausgabe
- Alte Nester. Zwei Bücher Lebensgeschichten. S. 5–269, mit einem Anhang, verfasst von Karl Hoppe, S. 453–483 in: Karl Hoppe (Bearb.): Wilhelm Raabe: Alte Nester. Das Horn von Wanza. (3. Aufl.) Vandenhoeck & Ruprecht, Göttingen 2005. Bd. 14, ISBN 3-525-20127-3 in Karl Hoppe (Hrsg.), Jost Schillemeit (Hrsg.), Hans Oppermann (Hrsg.), Kurt Schreinert (Hrsg.): Wilhelm Raabe. Sämtliche Werke. Braunschweiger Ausgabe. 24 Bde.

### Weitere Ausgaben
- Alte Nester. Zwei Bücher Lebensgeschichten
  - 294 Seiten. Otto Janke, Berlin 1897 (2. Aufl.)
  - 294 Seiten. Otto Janke, Berlin 1903 (3. Aufl.)
  - 320 Seiten. Otto Janke, Berlin 1905 (4. Aufl.)
  - 320 Seiten. Otto Janke, Berlin 1910 (5. Aufl.)
  - 298 Seiten. Hermann Klemm, Berlin 1919
  - 298 Seiten. Hermann Klemm, Berlin 1922
  - 269 Seiten. Hermann Klemm, Freiburg im Breisgau 1955[13]
  - 196 Seiten. Sammlung Zenodot, anno 2007, ISBN 978-3-86640-207-2